# Hermann Buchfelder
Hermann Josef Buchfelder (* 21. Dezember 1889 in Wien; † 26. Juli 1969 in Österreich) war ein österreichischer Wasserballspieler.

## Karriere
Buchfelder nahm an den Olympischen Spielen 1912 in Stockholm teil. Hier erreichte er mit der österreichischen Nationalmannschaft den vierten Rang. Neben dem Wasserball war er auch im Schwimmsport aktiv.
Sein Bruder Rudolf Buchfelder nahm 1912 gemeinsam mit ihm am Wasserballwettbewerb teil.